# Colegio de Inteligencia en Europa
El Colegio de Inteligencia en Europa (en inglés, ICE) es una entidad intergubernamental, independiente de las instituciones de la Unión Europea. Se inauguró el 5 de marzo de 2019 en París. La finalidad del ICE es reunir a todas las comunidades de Inteligencia (civil, militar, interior, exterior y servicios técnicos) de los países europeos, a los responsables de la toma de decisiones nacionales y europeos, así como al mundo académico con el fin de promover el pensamiento estratégico y, por lo tanto, fomentar una cultura de Inteligencia común.

## Historia
En su discurso sobre el futuro de Europa, que pronunció el 27 de septiembre de 2017 en la Sorbona, el presidente de la República Francesa, Emmanuel Macron, propuso la creación de una “Academia de Inteligencia Europea”, que sirviera de crisol para el surgir de una cultura estratégica común.

En particular, expuso:
De lo que Europa carece principalmente hoy, esta Europa de la Defensa, es de una cultura estratégica común. […] No tenemos las mismas culturas,, a sea parlamentaria, histórica o política—, ni tenemos las mismas sensibilidades. Y no lo cambiaremos en un día, pero sugiero que en este momento tratemos de construir esta cultura juntos mediante la propuesta de una iniciativa europea […] orientada a promover esta cultura estratégica común. […] Este es el motivo por el que me gustaría ver la creación de una Academia de Inteligencia Europea que refuerce los lazos entre nuestros países con actividades de capacitación e intercambio.
Emmanuel Macron denominó a esta iniciativa “Colegio de Inteligencia en Europa” en el acto inaugural del 5 de marzo de 2019 en París. Por este motivo, se reunieron altos representantes de sesenta y seis Servicios de Inteligencia de treinta países europeos. Los treinta países comprendían los 27 Estados miembros de la UE, así como Noruega, Reino Unido y Suiza. 
El 26 de febrero de 2020, los representantes de veintitrés Estados se reunieron en Zagreb para firmar la Carta de Intenciones que formaliza y perpetúa la existencia del Colegio de Inteligencia en Europa al establecer un marco de gobernanza. Los 23 países son los siguientes: Alemania, Austria, Bélgica, Chipre, Croacia, Dinamarca, Eslovenia, España, Estonia, Finlandia, Francia, Hungría, Italia, Letonia, Lituania, Malta, Noruega, Países Bajos, Portugal, Reino Unido, República Checa, Rumanía y Suecia. 
De los 30 países, que estuvieron presentes en la reunión inicial del 5 de marzo de 2019 en París, siete de ellos eligieron tener un estatus de socio, que es menos restrictivo, pero les sigue permitiendo participar en ciertas actividades. Estos países son: Bulgaria, Grecia, Irlanda, Luxemburgo, Polonia, Eslovaquia y Suiza. Estos países podrían finalmente convertirse en miembros del Colegio mediante la firma de la Carta de Intenciones.
En mayo de 2023, Bulgaria se unió al Colegio como miembro de pleno derecho.

## Organización
El Colegio de Inteligencia en Europa consta de tres niveles:
- El Comité de Dirección, órgano de toma de decisión que representa a los países miembros.

- La Presidencia, que ocupa uno de los países, sigue un sistema de rotación anual y cuenta con la asistencia de una Troika. Esta está constituida por las Presidencias anterior y posterior.

- La Secretaría Permanente, responsable de la ejecución de las decisiones y cuya sede se ubica en la Ecole Militaire en París.

Lista de las Presidencias del Colegio de Inteligencia en Europa:
- Croacia - declaración del director general de SOA, Sr. Daniel Markić (2020),
- Reino Unido - Declaración de la Sra. beth sizeland (2021),
- Italia - Mensaje de la embajadora Elisabetta Belloni (2022),
- Rumania - Mensaje del profesor Adrian Ivan (2023).

Listado de directores de la Secretaría Permanente: 
- Yasmine Gouédard (2020-2022)
- François Fischer (desde 2022)

## Misiones
El Colegio de Inteligencia en Europa está orientado a un pensamiento estratégico estimulante, por lo tanto, al fomento de una cultura de Inteligencia común mediante:
- El intercambio de experiencias y culturas profesionales.
- Una mayor concienciación de las cuestiones de Inteligencia.
- La creación de puentes entre los académicos, las comunidades de Inteligencia y la sociedad civil.

## Actividades
El Colegio propone tres tipos de actividades, organizadas por los países miembros: 
- Seminarios temáticos y online
- Sesiones de divulgación
- Programa académico

Para llevar a cabo estas actividades, el ICE cuenta con el apoyo de una Red Académica dedicada.

## Artículos relacionados
- Instituto de Estudios de Seguridad de la Unión Europea
- Centro Europeo de Excelencia para Contrarrestar las Amenazas Híbridas